# Bandera de Coahuila
La Bandera de Coahuila consisteix en un rectangle de mesures idèntiques de color blanc. Entre el medi del camp blanc, té l'escut estatal i al centre, amb un diàmetre de tres quartes parts de l'ample d'aquest camp.

## Història

### Estat de Coahuila i Texas
Durant la revolució de Texas, quan no era un estat sobirà de Mèxic. Els texans vivien sota la bandera estatal de Coahuila i Texas a les dècades de 1820 i 1830. Les dues estrelles significaven les dues regions que comprenien l'estat de Coahuila i Texas. Estava unit administrativament a l'estat de Coahuila amb la capital a Saltillo, Coahuila.

### La Republica de Rio Grande
La primera bandera es va dividir en tres camps: un camp vermell a l'esquerra i dos camps horizontals a la derecha, ia la dreta, un altre amb tres estrelles, de color roig amunt i avall i blanc al negre. En el camp o llenç verda de la bandera es destacaven tres boniques estrelles que simbolitzen els estats Tamaulipas, Nuevo León and Coahuila i Texas from de la Republica Rio Grande per decret del 6 de novembre de 1840 en Laredo, Texas.

## Galeria

Bandera de Coahuila 1823 (ratio 4:7)
Bandera de Coahuila i Texas 1836 (ratio 4:7)
Bandera de la República de Rio Grande 1840 (ratio 4:7)
Bandera de Coahuila 2009 (ratio 4:7)